# Младенов, Христо
Христо Стефанов Младенов (болг. Христо Стефанов Младенов; 7 января 1928, Крушовица, Врачанская область — 24 августа 1996, Болгария) — болгарский футбольный тренер, возглавлявший национальную сборную Болгарии.

## Карьера
Начал тренерскую карьеру в 1954 году, возглавив тренерский штаб клуба «Спартак» (Плевен). В дальнейшем тренировал «Левски» и «Берое», выиграв с последним Балканский кубок в 1969 году и стал его финалистом в следующем 1970 году.
В течение 1972—1974 годов возглавлял тренерский штаб сборной Болгарии. С командой успешно вышел на чемпионат мира 1974 года, однако на самом турнире его команда сыграла первые две игры группового этапа вничью, а в третьей разгромно проиграла сборной Голландии (1: 4) и не вышла в плей-офф, после чего Младенов покинул должность и снова возглавил клуб «Берое».
В течение 1978—1980 годов возглавлял тренерский штаб клуба «Славия» (София), с которым в сезоне 1979/80 стал вице-чемпионом Болгарии и победителем национального кубка. После этого успеха в 1980 году Младенов вернулся к работе с «Левски» и с этой командой стал вице-чемпионом в сезоне 1980/81 годов.
В 1982—1984 годах возглавлял португальский «Фаренсе», а в 1986 году снова стал главным тренером сборной Болгарии, возглавив её сразу по окончании чемпионата мира. Под руководством Христо сборная удачно стартовала в отборочном турнире к Евро-1988 — болгары, после побед над Ирландией (2: 1), Люксембургом (4: 1 и 3: 0) и Бельгией (2: 0), а также ничьими с Шотландией (0: 0) и Бельгией (1: 1) шли на первом месте в группе и были близки к своему историческому дебюта на европейском первенстве, однако два последних матча (с ирландцами и шотландцами) закончились двумя поражениями, после которых болгары опустились на второе место в группе и не вышли на турнир, а Младенов в конце 1987 года покинул пост главного тренера.
Последним местом работы специалиста был португальский клуб «Белененсеш», главным тренером команды которого Христо Младенов был с 1989 по 1990 год.
Умер 24 апреля 1996 года на 69-м году жизни.

## Титулы и достижения
- Обладатель Кубка Болгарии (1):

«Славия» (София) : 1979-80
- Обладатель Кубка Португалии (1):

«Белененсиш» : 1988-89